# Academia de Gladiadores
Academia de Gladiadores es una serie de animación para TV. Creada por BRB Internacional y producida por Telecinco en 2002.
La historia nos cuenta las aventuras de cuatro gladiadores de la Isla de Cornucopia, los cuales al servicio del emperador, trabajan en el coliseo de la isla. A lo largo de los capítulos los gladiadores deberán enfrentarse a fuerzas malignas, periodistas y turistas.

## Personajes
- Fracas: el gladiador más atlético y apuesto de la isla. Es rápido, hábil y ágil. Es el líder del grupo, el que toma las decisiones, pero sabe que sin sus compañeros él no sería nada.
- Rumpus: el más grande y fuerte del grupo. Su fuerza le permite levantar enormes rocas con una sola mano. No es muy listo, pero lo compensa con un enorme corazón, el cual le convierte en la persona más amable.
- Hocus: a pesar de su escueta estatura, tiene una inteligencia desbordante. En ocasiones prefiere usar la lógica antes que la violencia y muchas de sus peleas las gana con la mente y no con la espada.
- Arena: aunque el mundo de los gladiadores fue creado para hombres, Arena enseñara que una mujer puede hacer todo lo que se proponga.

## Listado de Episodios
1.- El arte del engaño
2.- Sporadicus
3.- Los flores del mal
4.- El gladiador más pequeño
5.- Bebes en Gladiadorlandía
6.- El regalo de cumpleaños infeliz
7.- La venganza de chicas gladiadoras
8.- Vacaciones en Coruncopia
9.- Al escondite Hyndrés
10.- El Anfitrión
11.- Luna de miel a la vista
12.- La conspiración del unicornio
13.- Tierra a la vista
14.- Se acaba el juego
15.- La Escoria de Roma
16.- Ojo por ojo
17.- Mocosos celestiales
18.- Ojos que nos ven - pelillos a la mar
19.- El cíclope que pudo ser reina
20.- La batalla más larga
21.- Los bellas bestias
22.- La escuela de la vida
23.- El último león del imperio
24.- Los ayudantes de Magnusson
25.- Ave Sinus Caesar
26.- Algo raro se cuece
- Datos: Q3771859